# Chanh dây

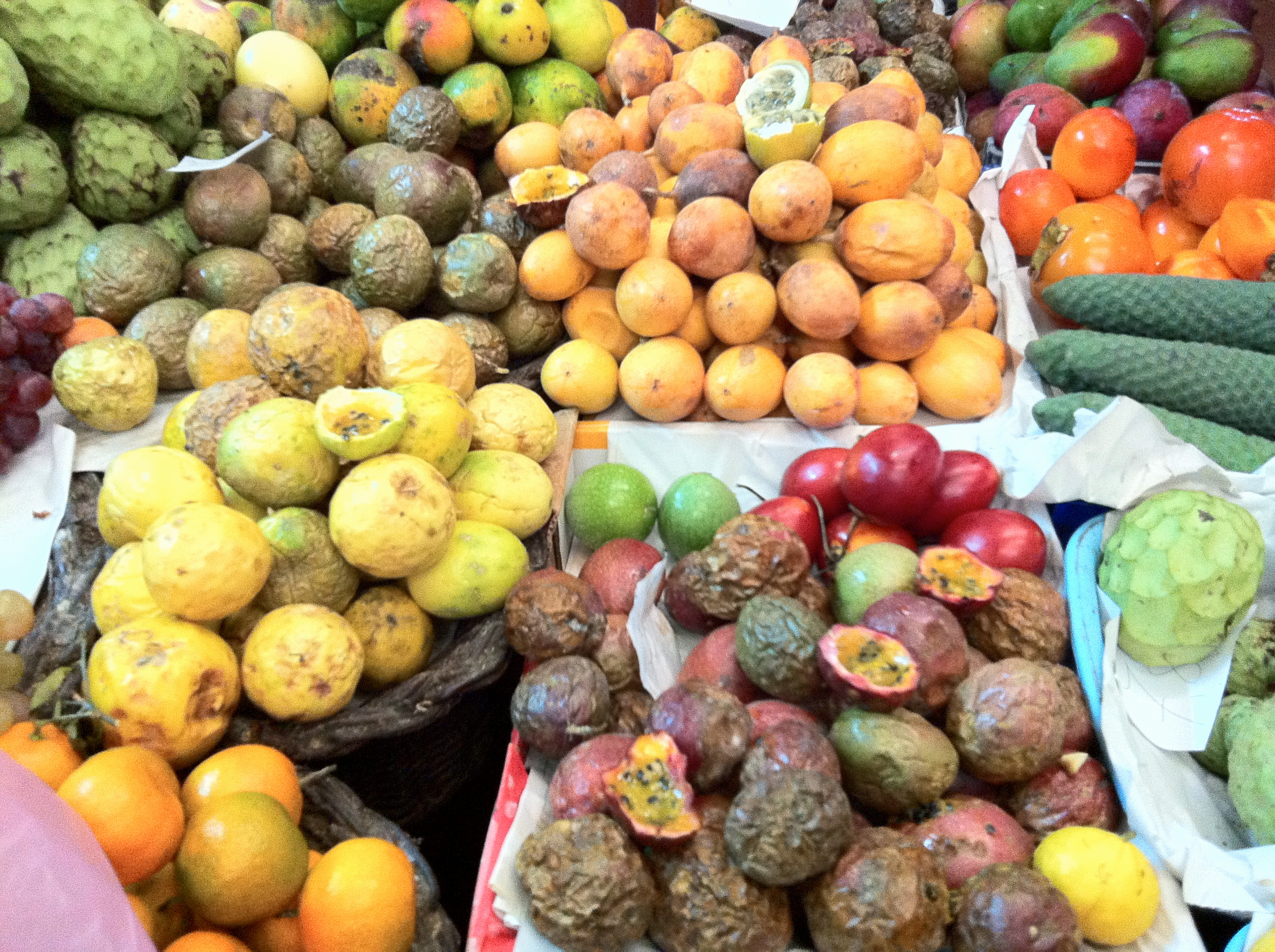
Nhiều loại chanh dây tại một khu chợ ở Bồ Đào Nha

Chanh dây là quả của một số cây thuộc chi Passiflora.

## Từ nguyên
Chanh dây trong tiếng Anh được gọi là "passion fruit" vì nó là một trong nhiều loài hoa đam mê, bản dịch tiếng Anh của danh pháp chi Latinh, Passiflora, và có thể được đánh vần là "passion fruit", "passionfruit", hoặc "passion-fruit". Khoảng năm 1700, cái tên này được các nhà truyền giáo ở Brazil đặt cho như một sự hỗ trợ giáo dục trong khi cố gắng chuyển đổi cư dân bản địa sang Cơ đốc giáo; tên quả là flor das cinco chagas hay "hoa của năm vết thương" để minh họa sự đóng đinh của Chúa Kitô và sự phục sinh của Ngài,  với các bộ phận thực vật khác cũng được đặt tên theo một biểu tượng trong Cuộc khổ nạn của Chúa Giêsu.

## Lịch sử
Chanh dây lần đầu tiên được du nhập vào châu Âu vào năm 1553.

## Ngoại hình và cấu trúc

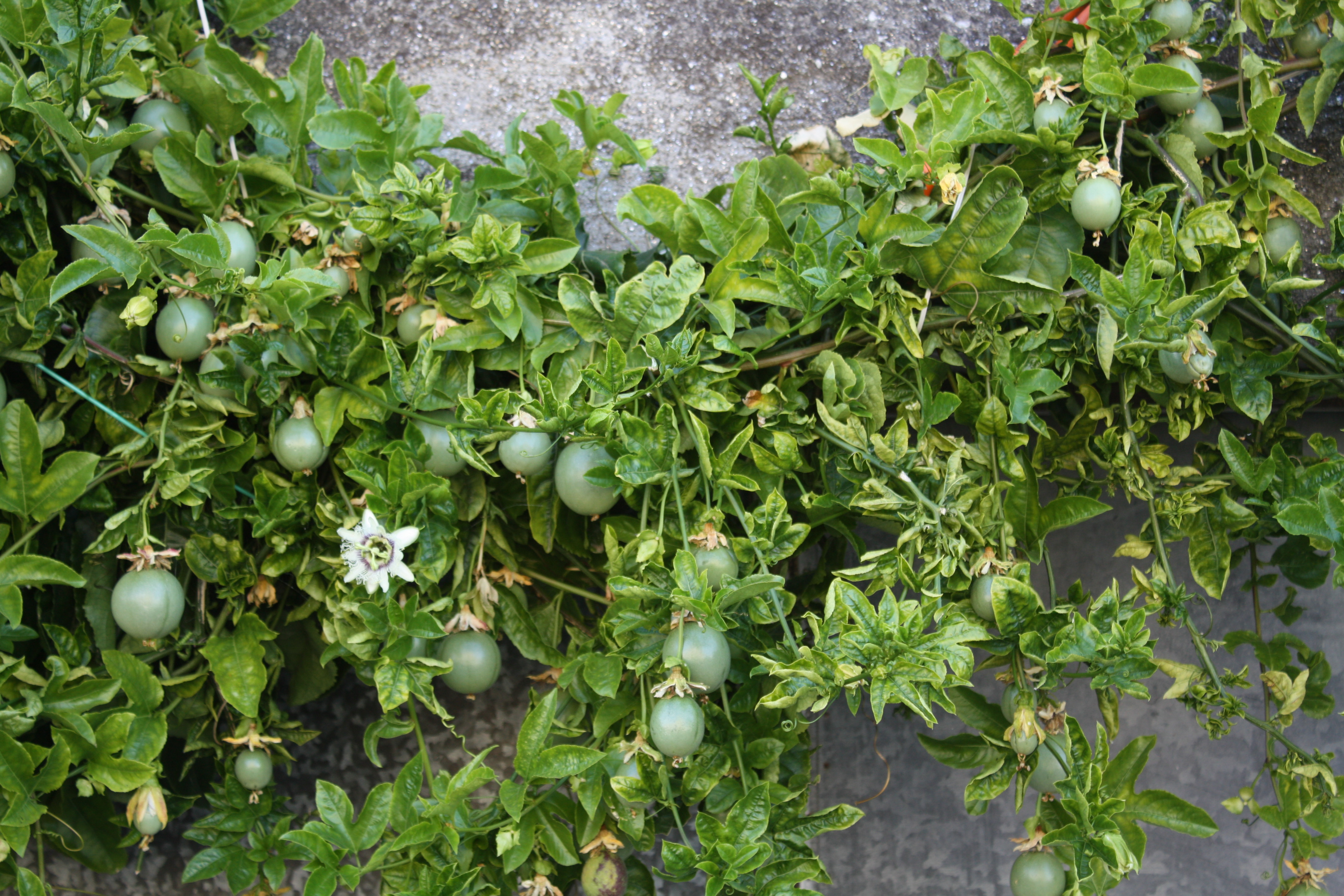

Quả chanh dây có hình tròn hoặc bầu dục và có chiều rộng từ 1,5 đến 3 inch. Chúng có thể có màu vàng, đỏ, tím và xanh lục. Quả có phần trung tâm mọng nước có thể ăn được bao gồm một số lượng lớn các hạt.

## Giống loại
Chanh dây ăn được đại trà có thể được chia thành bốn loại chính:
- chanh dây tím (quả Passiflora edulis Sims),
- chanh dây vàng (Passiflora edulis f. flavicarpa Deg.),
- granadilla ngọt (Passiflora ligularis),
- granadilla khổng lồ (Passiflora quadrangularis L.). [6]

## Sử dụng
Phần của quả được sử dụng để ăn là hạt mọng nước mềm. Chanh dây cũng có thể được ép để làm nước ép.

## Dinh dưỡng
Chanh dây thô chứa 73% nước, 23% carbohydrat, 2% protein và 1% chất béo (bảng). Với lượng tham chiếu 100 gam, chanh dây tươi cung cấp 97 calo và là nguồn giàu vitamin C (36% giá trị hàng ngày, DV) và nguồn riboflavin vừa phải (11% DV), niacin (10% DV), sắt (12% DV) và phốt pho (10% DV) (bảng). Không có vi chất dinh dưỡng nào khác có hàm lượng đáng kể.

## Hóa chất thực vật
Một số loại chanh dây rất giàu polyphenol, và một số loại chứa prunasin và các glycoside cyanogen khác trong vỏ và nước ép.

## Ảnh minh họa

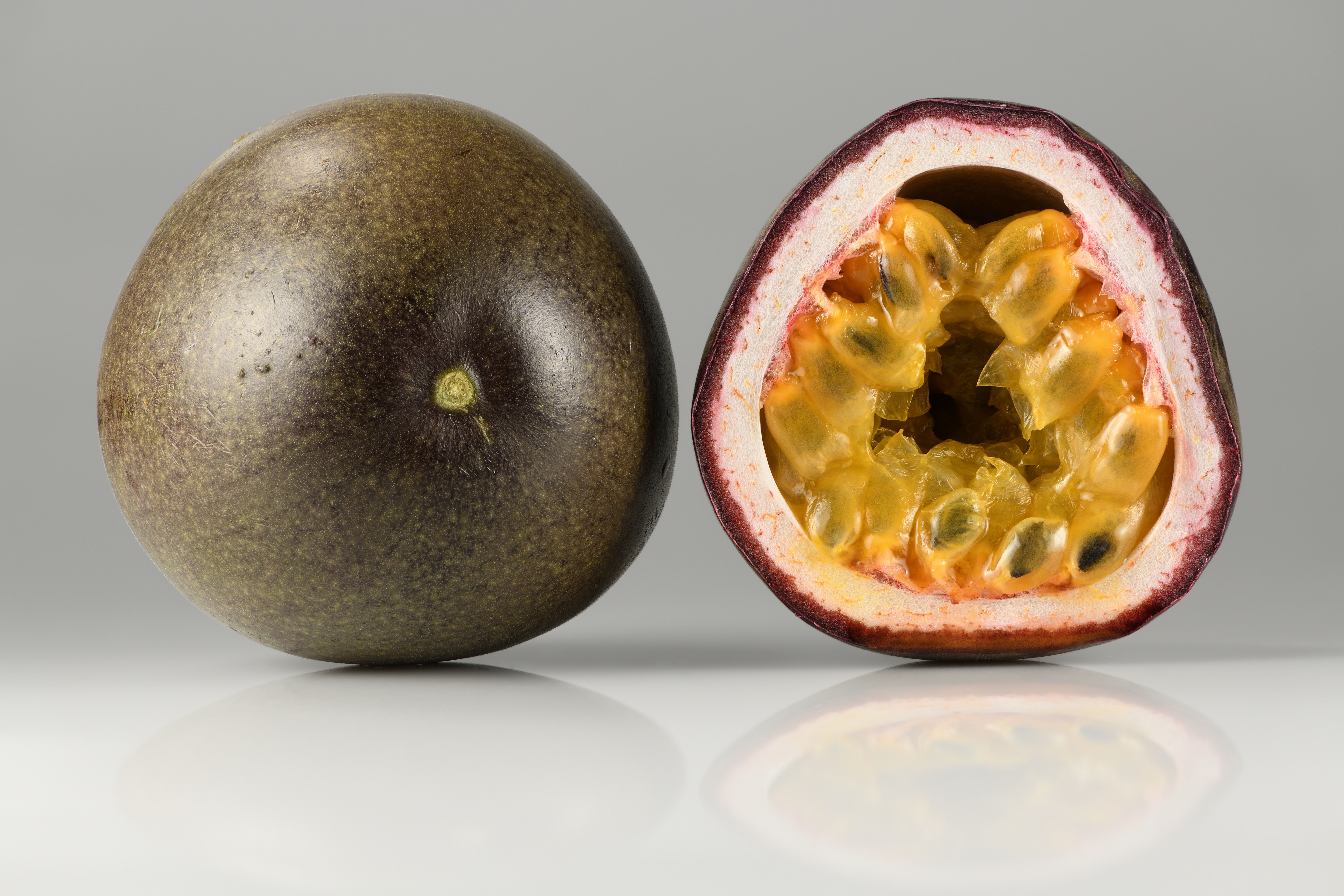
Chanh dây tím (Passiflora edulis)
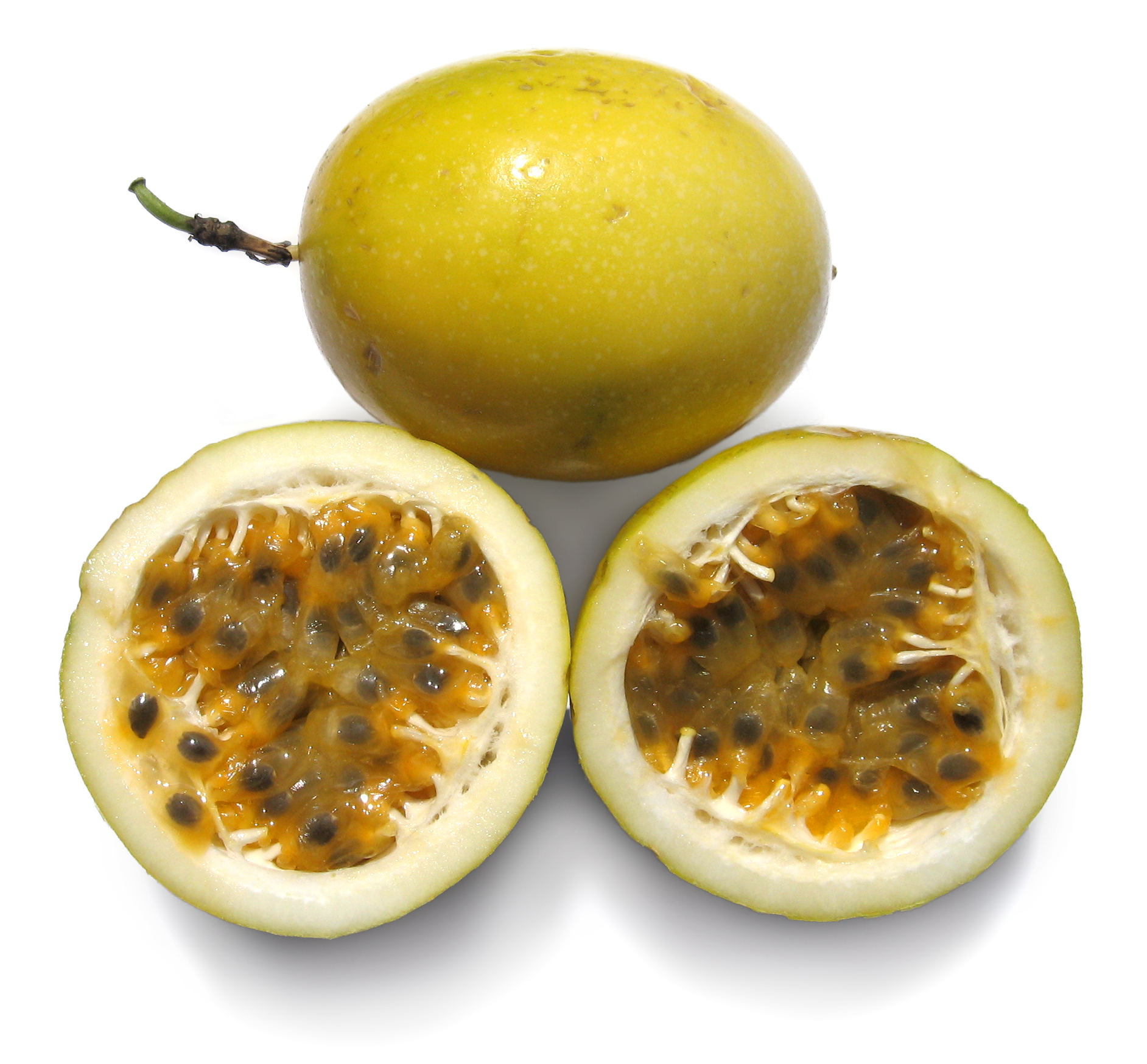
Chanh dây vàng (Passiflora edulis f. flavicarpa)
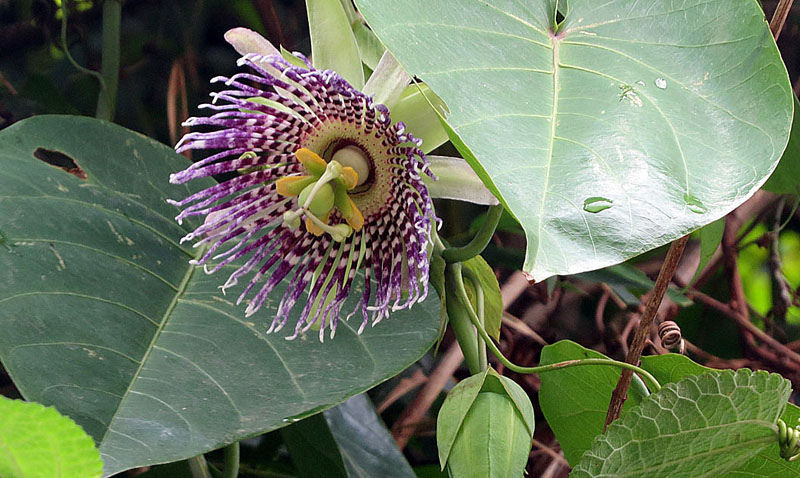
Hoa chanh dây cam
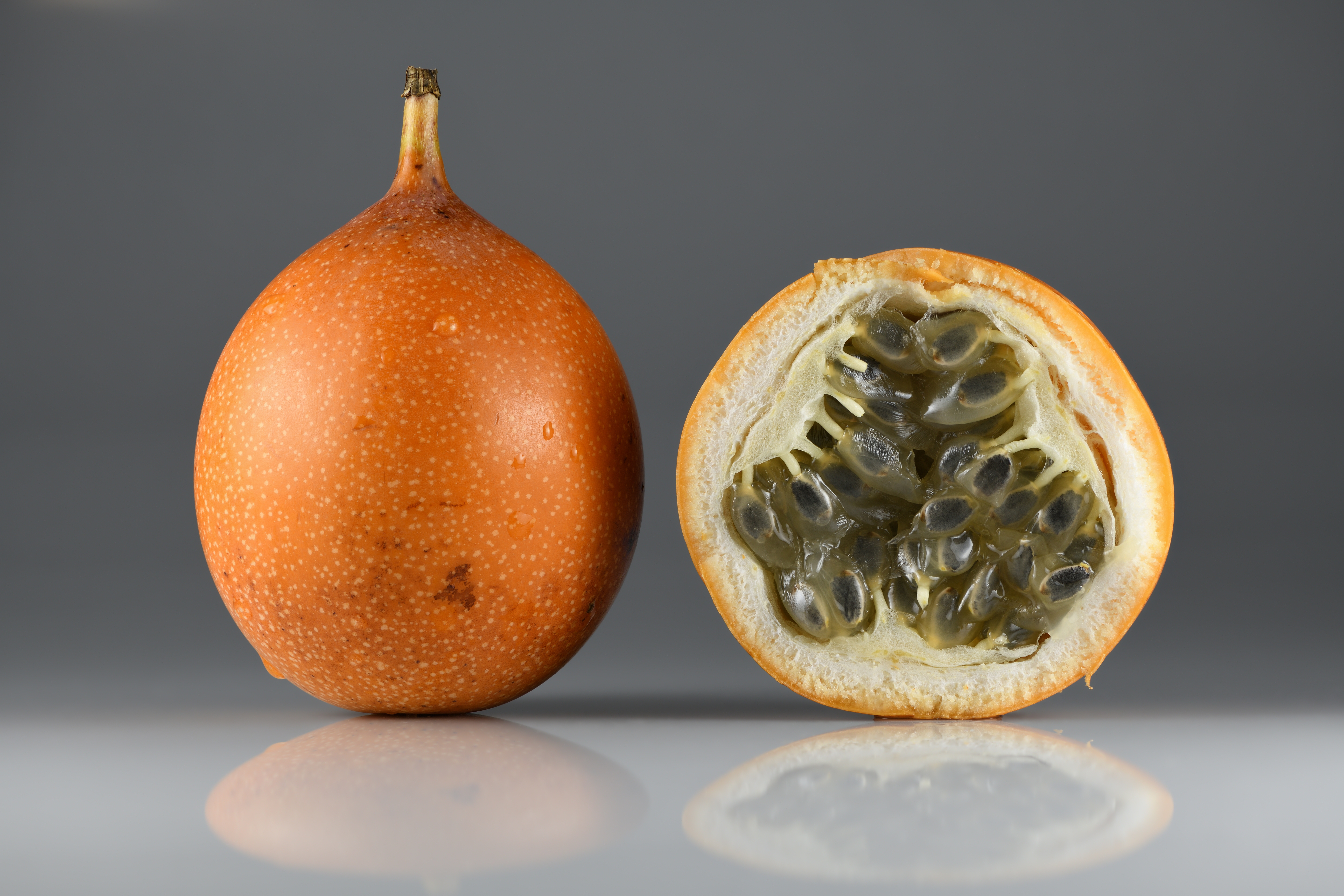
Quả chanh dây cam (passiflora ligularis)
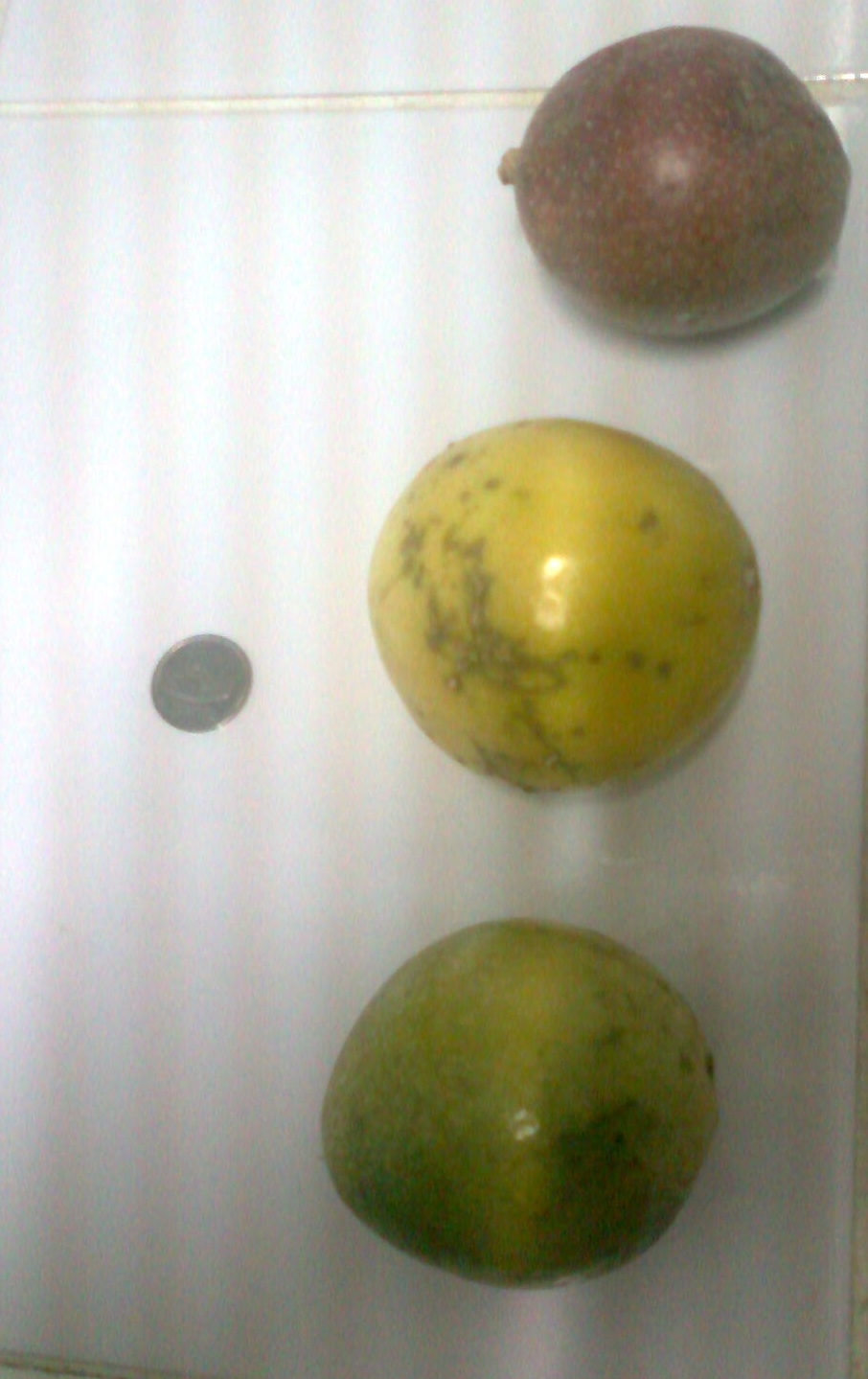
Quả đỏ, vàng, xanh (Passiflora edulis)
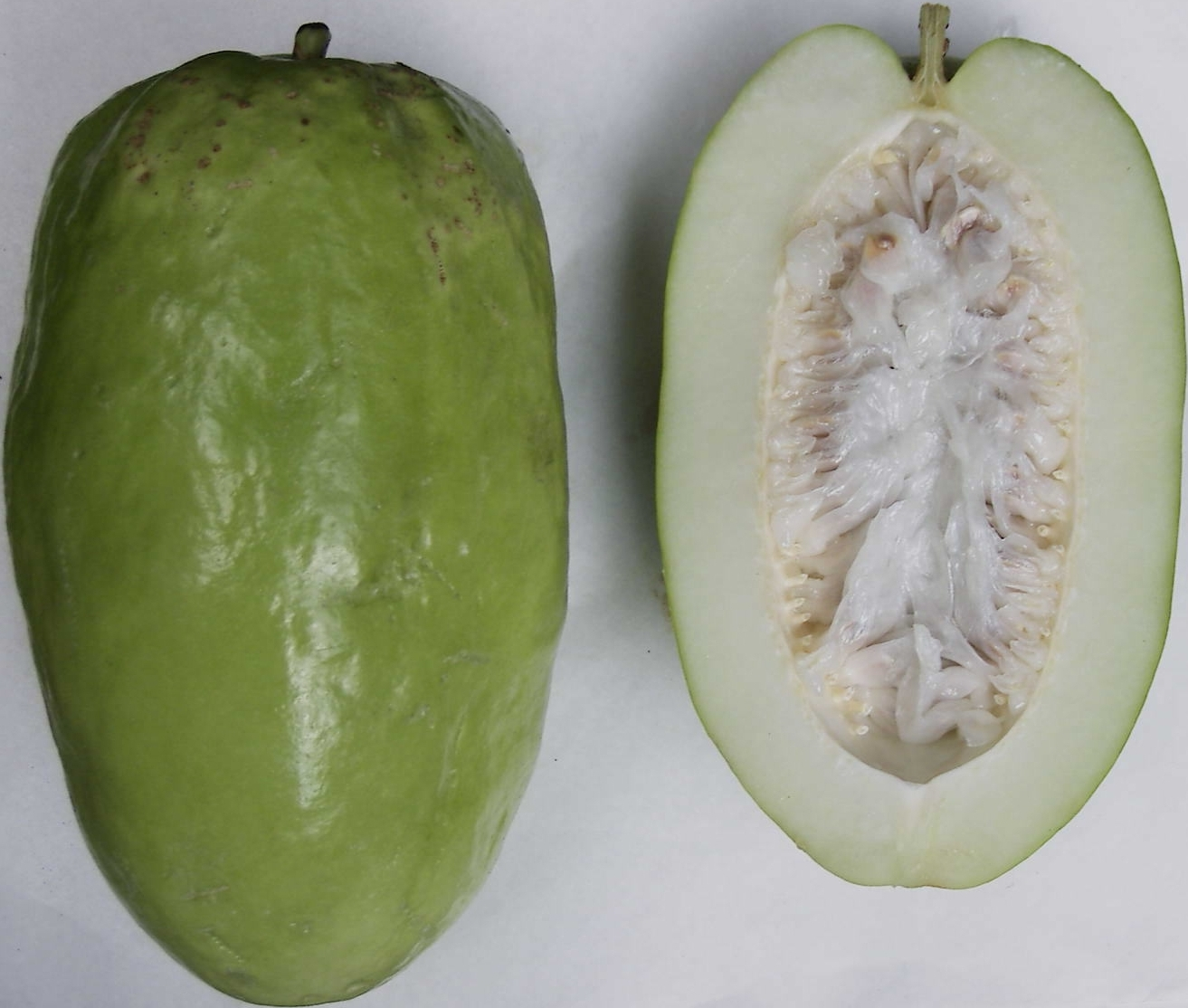
granadilla lớn (Passiflora quadrangularis L.)
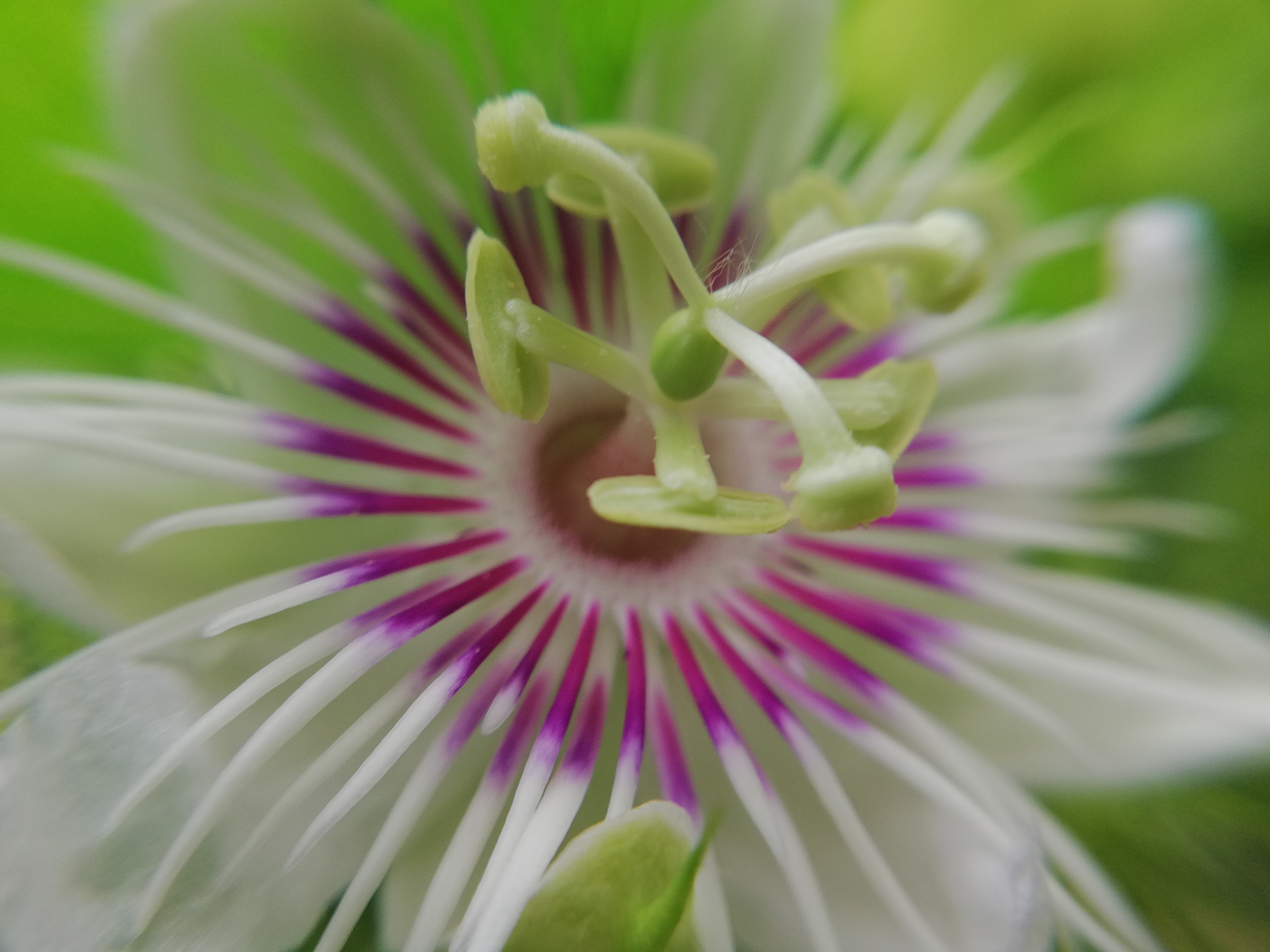
Hoa chanh dây
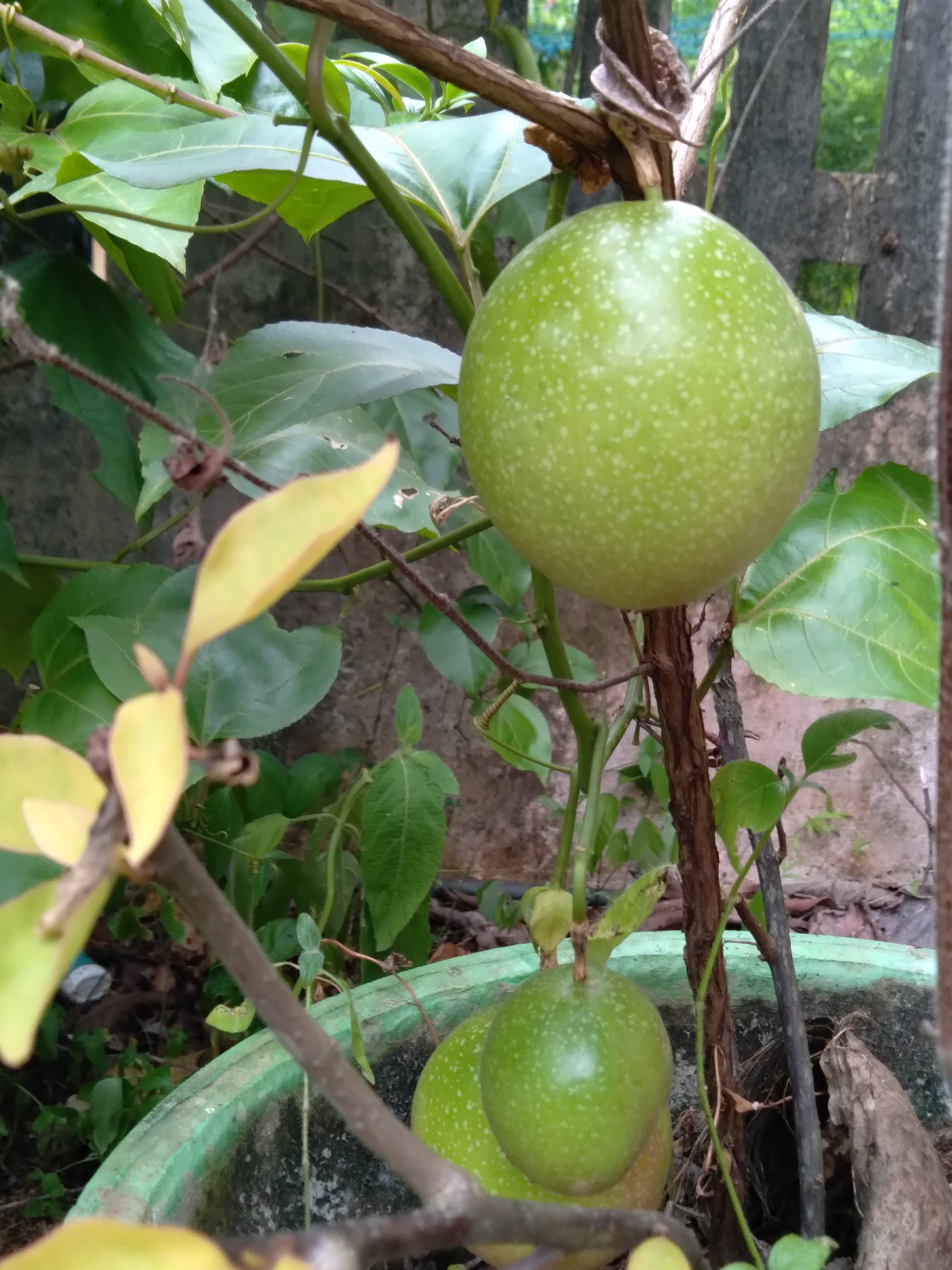
Chanh dây thường chưa chín